# Les Arcs (Savoie)
Pour les articles homonymes, voir Les Arcs.
Les Arcs est un domaine skiable de la vallée de la Tarentaise, situés sur le territoire communal des communes de Bourg-Saint-Maurice, Landry, Peisey-Nancroix, et de Villaroger, dans le département de la Savoie en région Auvergne-Rhône-Alpes.
Les stations-villages des Arcs — Arc 1600, Arc 1800, Arc 1950, Arc 2000 — sont des stations intégrées, dites de « troisième génération » et même de « quatrième génération » pour Arc 1950, installées sur la commune de Bourg-Saint-Maurice et édifiées à partir de la fin des années 1960 ; la dernière en 2003. Le domaine skiable associe également les stations de Peisey-Vallandry — Plan Peisey et Vallandry — situées sur les communes de Landry et Peisey-Nancroix, et la station de Villaroger.
Les domaines des Arcs et de Peisey-Vallandry sont reliés, depuis 2003, par le téléphérique du « Vanoise Express » à celui de Grande Plagne, formant ainsi l'un des plus grands domaines de ski français, Paradiski, avec plus de 425 km de pistes revendiquées.

## Géographie

### Localisation
La station des Arcs est installée sur les versants nord du massif de la Vanoise, en Tarentaise, dans la partie est du département de la Savoie. Les Arcs est une station surplombant la vallée de la Haute-Tarentaise.

### Accès aux villages

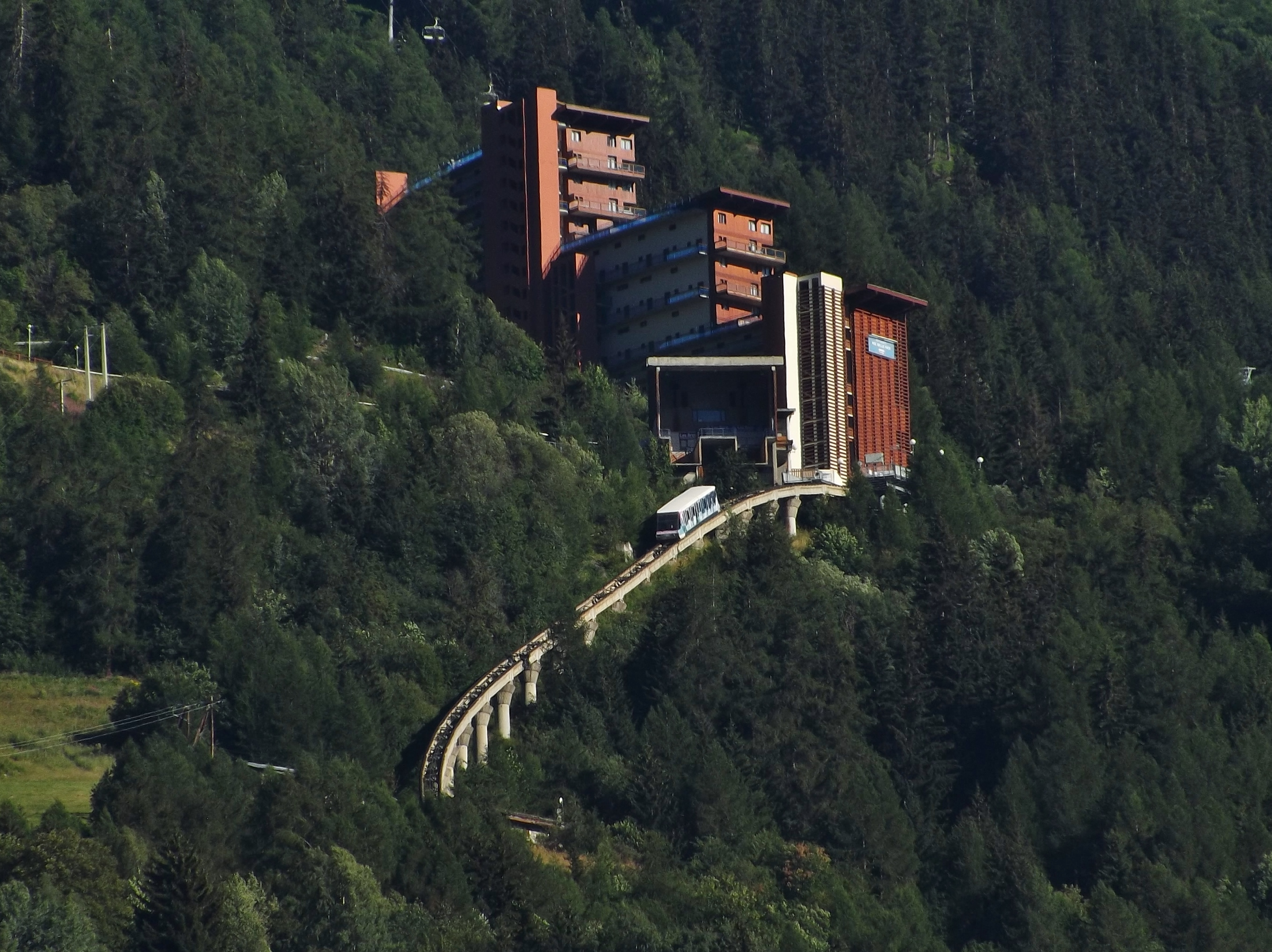
Funiculaire arrivant à Arc 1600 en été.

On accède aux différentes stations-villages par la route, via une voie express, extension de l'A 430, en provenance de la combe de Savoie-Albertville, jusqu'au niveau de la ville de Moûtiers. Ensuite, il faut suivre la RN90 jusqu'à Bourg-Saint-Maurice. L'accès aux sites à partir du bourg est estimé à un peu plus d'une vingtaine de minutes.
Par ailleurs, le TGV arrive jusqu'en gare de Bourg-Saint-Maurice (Distance depuis Paris 600 km, soit 4 h 40 min. Ce trajet s'effectue par des bus de la compagnie Autocars Martin ou taxis. Il existe par ailleurs un funiculaire — Les Arcs express (anciennement Arc-en-Ciel) — reliant Bourg-Saint-Maurice à Arc 1600, en 7 minutes, réalisé en février 1989 après 3 années de travaux,. Des navettes inter-stations gratuites et régulières permettent ensuite de rejoindre les autres sites (Arc 1800, Arc 1950 et Arc 2000).
On peut aussi atterrir dans les aéroports internationaux de Lyon-Saint-Exupéry (env. 3 h) et Genève (env. 3 h), ainsi que celui de Chambéry - Savoie (env. 2 h). La station d'Arc 2000 dispose d'un héliport.
La circulation dans les stations d'altitude est réservée aux piétons.

## Nom de la station
Le nom de la station « Les Arcs » provient du nom du vallon de l'Arc, un ruisseau qui prend sa source au nord-est du Col de la Chal, transformé en torrent de Pisse-Vieille ou Pissevieille, affluent de l'Isère. Le toponyme Arc désigne une montagne en forme d'arc, provenant soit du latin arcus, provenant d'une racine indo-européenne *arqu- voulant dire « courbé », soit du latin arx, arcis, qui signifierait « hauteur, sommet, cime, faîte, montagne ». Au-dessus du village de Peisey-Nancroix on trouve ainsi la montagne de l'Arc.
Dans un premier temps, le nom des stations-villages associait le nom « Arc » avec le nom des lieux-dits où elles étaient installées, avant d'être remplacés avec l'usage par l'altitude. On trouvait donc « Arc-Pierre Blanche » pour Arc 1600 et « Arc-Chantel » devenu Arc 1800. De fait, les villages suivants ont gardé l'usage de l'altitude dans le nom (Arc 2000 et Arc 1950).

## Historique
La station des Arcs est le fruit de la rencontre dans les années 1960 de Robert Blanc, guide de haute montagne, moniteur de ski et natif du pays, et Roger Godino, aménageur du développement touristique en montagne.
Le premier site historiquement est Arc Pierre Blanche, rebaptisé ensuite Arc 1600, dans le cadre du Plan neige de 1964. Puis viendront successivement Arc 1800, Arc 2000, doté de cette architecture avant-gardiste caractéristique des Arcs. Puis dans les années 2000 est construite Arc 1950, cette fois-ci selon une architecture traditionnelle des Alpes.
- 1968 : Arc 1600
- 1974 : Arc 1800
- 1979 : Arc 2000
- 1982 : Liaison avec Villaroger
- 2003 : Arc 1950
- 2003 : Liaison avec La Plagne : ouverture de Paradiski

Trois règles ont été suivies pour créer une station fonctionnelle et esthétique en phase avec le développement touristique de cette époque :
- Respect du site et de l'environnement naturel
- Conservation des vieux chalets d’alpage existants que l’architecture moderne ne doit pas chercher à imiter pour plus d’authenticité
- Utilisation de matériaux locaux

### Financement et actionnariat
Le concept de station intégrée caractérisé par une multitude de prestations entre les mains d'un opérateur monopolistique est introduit et mis en œuvre aux Arcs par Roger Godino à travers le Groupe des Arcs et sa société-mère, la Société des Montagnes de l'Arc. La construction de la station reste en définitive financée par les propriétaires indépendants.
Le Groupe des Arcs, de taille modeste auparavant, bénéficie à partir des années 1980 de capitalisations et recapitalisations importantes de la part de groupes financiers d'État : Saint-Gobain puis le Crédit lyonnais, mais surtout la caisse des dépôts et consignations via sa filiale La Compagnie des Alpes, qui sera relayée par les rachats partiels effectués par Pierre et Vacances et Maeva[réf. nécessaire].
Durant les années 1980, le Groupe des Arcs poursuit une politique de construction, au prix d'une inflexion de sa politique de remplissage[réf. nécessaire].

## La station

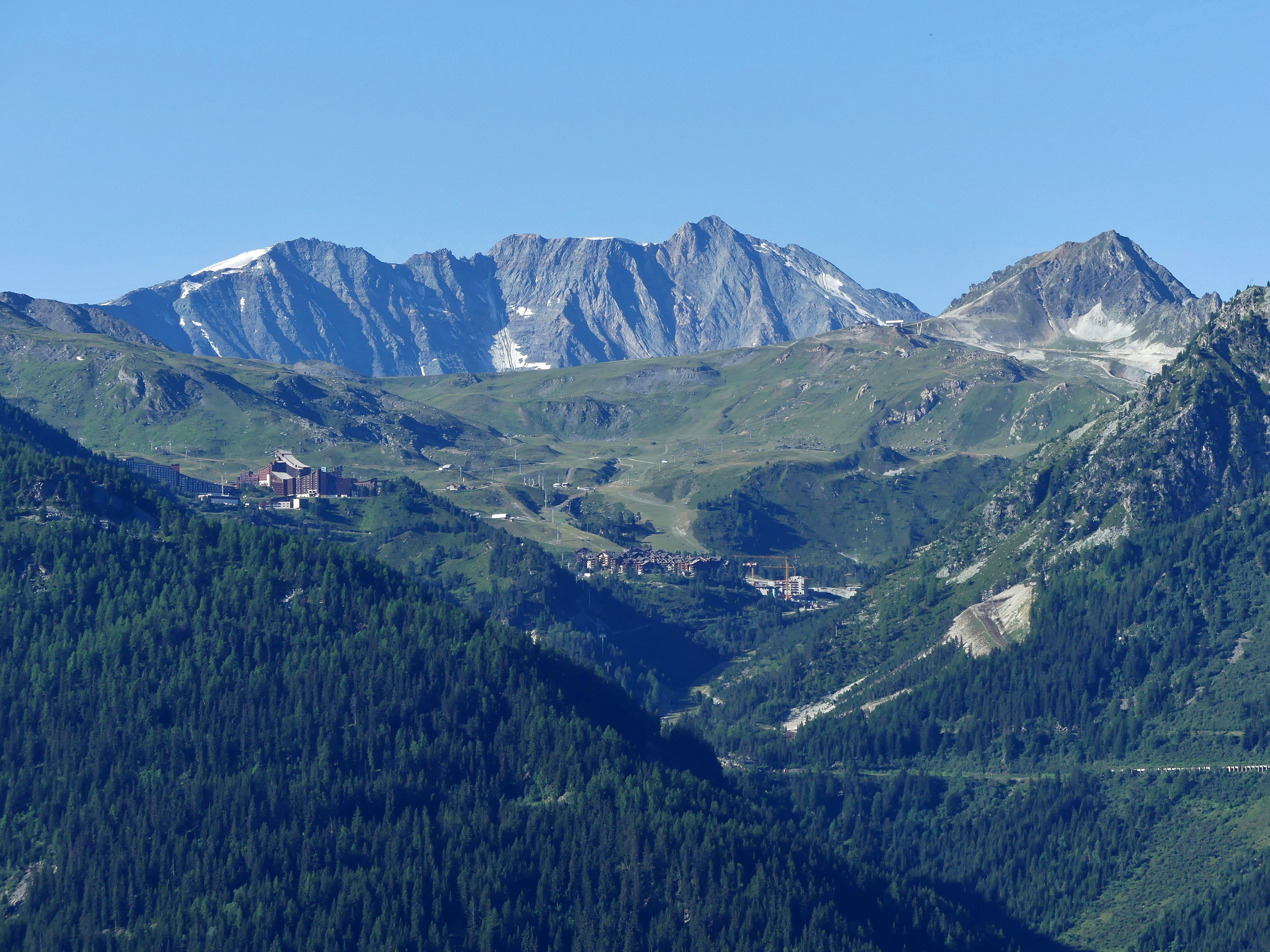
Arcs 1950 et 2000.

### Promotion
La station des Arcs a obtenu plusieurs labels « Station grand domaine » ; « Station Nouvelles glisses ». Elle fait partie également des stations françaises ayant le label Top of the French Alps (TOTFA).

### Les stations-villages
- / Stations de sports d'hiver

#### Les Arcs
La station des Arcs est composée de quatre stations-villages, désignées par leur altitude approximative : Arc 1600, Arc 1800, Arc 1950 et Arc 2000.

#### Peisey-Vallandry

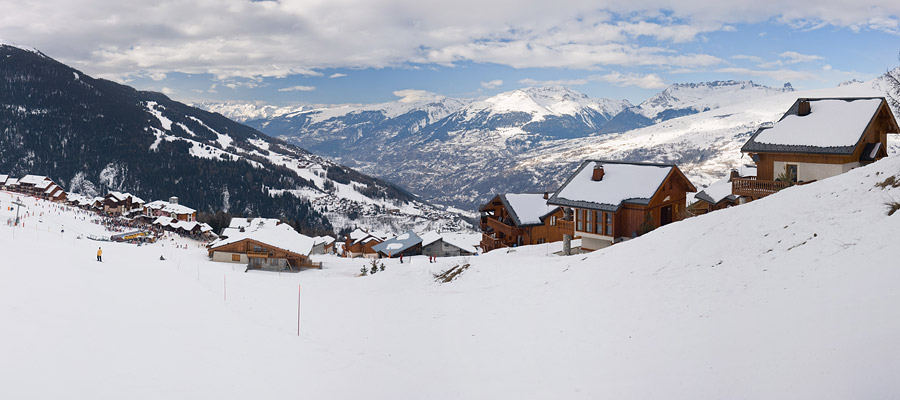
Vue du front de neige de Vallandry.

Peisey-Vallandry est un domaine skiable composé de deux station-villages inaugurées l'une en 1963, « Plan Peisey », et l'autre en 1986, « Vallandry ». Ils sont situés sur les communes de Landry et de Peisey-Nancroix. Le domaine skiable de Plan Peisey est relié avec celui des Arcs depuis 1966.

#### Villaroger

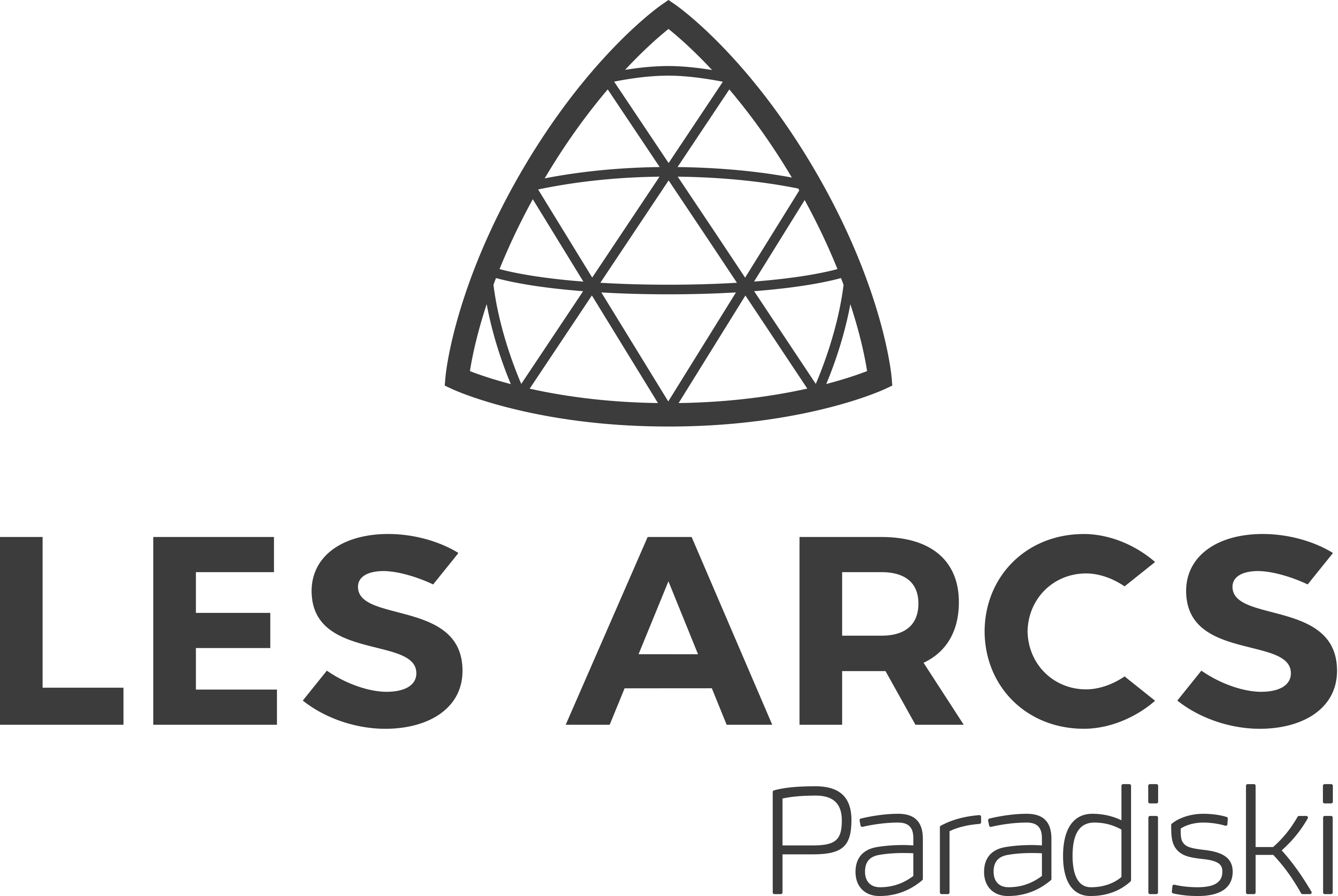
Logo officiel de la station de ski des Arcs - version 2016.

La station de Villaroger sur la commune du même nom constitue le point le plus bas du domaine skiable des Arcs. La piste de l'Aiguille Rouge qui part du sommet des Arcs à 3226m d'altitude descend jusqu'à Villaroger à 1210 sur plus de 7km de descente. Pour l'hiver 2025-2026, une nouvelle télécabine remplace les télésièges du Replat (1210m-1439m) et de Plan des Violettes (1410m-2125m) pour remonter vers Arc 2000.

### Architecture

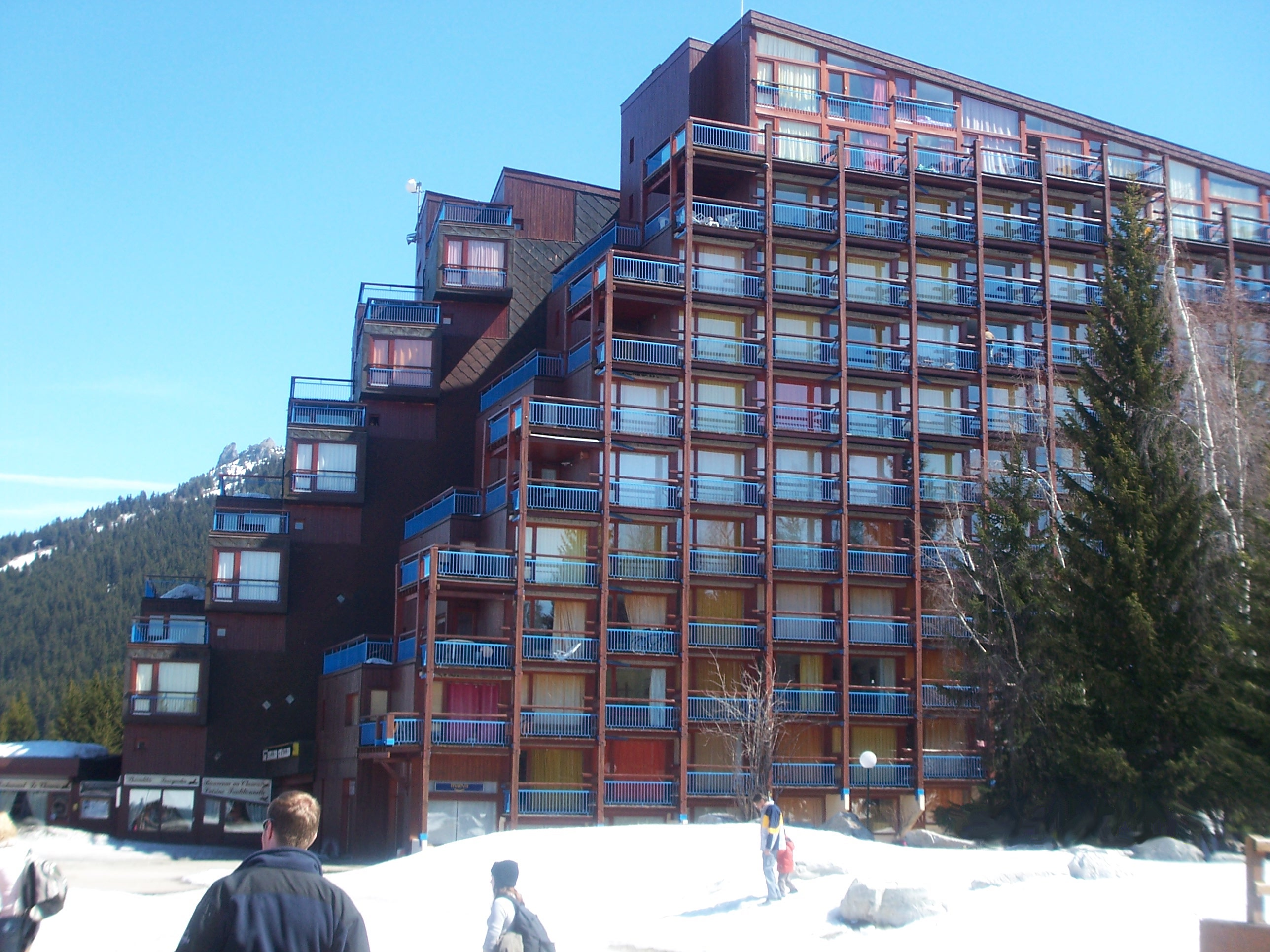
Immeuble moderne, conçu par Charlotte Perriand et inspiré par les travaux de Le Corbusier, aux Arcs 1800.

La station des Arcs, du moins Arc 1600 et Arc 1800, est parfaitement intégrée au paysage montagnard, et se distingue par une architecture créative. Charlotte Perriand, architecte et designer française, a participé à l'équipe de création : architectes dont Gaston Regairaz de l'Atelier d'Architecture en Montagne, Bernard Taillefer, un autodidacte pour les Arcs 1800, urbanistes, décorateurs et ingénieurs dans un bureau d'étude intégré la Coged.
Les choix urbanistiques et architecturaux tendent à intégrer les bâtiments, pourtant grands et voulus fonctionnels, au paysage initialement vierge de toute construction. Plutôt que de reprendre l'architecture traditionnelle, adaptée aux besoins d'une population rurale plus qu'à ceux des touristes, le choix est fait d'intégrer des éléments traditionnels aux nouvelles constructions : bardage de mélèze et autres bois, pierre, lauze.
Les logements sont disposés de façon à n'avoir jamais de vis-à-vis. Le contact avec l'extérieur est favorisé par les baies vitrées et des balcons surélevés. Les aménagements intérieurs sont d'une grande homogénéité. Les villages sont organisés en rues piétonnes, les parkings et les routes restant à l'extérieur, généralement en contrebas.
Les Arcs ont obtenu le Label « Patrimoine du XXe siècle », créé par le ministère de la Culture et de la Communication en 1999 pour valoriser le patrimoine architectural et urbain de ce siècle.

### Hébergement et restauration
En 2014, la capacité d'accueil de l'ensemble des stations-villages des Arcs est, selon l'organisme Savoie-Mont-Blanc, estimé à 41 505 lits touristiques. Ils se répartissent à 28 369 lits répartis dans 2 876 établissements pour les quatre stations situées sur la commune de Bourg-Saint-Maurice. Les hébergements se répartissent comme suit : 478 meublés ; 17 résidences de tourisme ; 9 hôtels ; 4 centres ou villages de vacances/auberges de jeunesse. Les stations ne disposent pas d'établissements d'hôtellerie de plein air, de gîtes, refuges ou chambres d'hôtes que l'on retrouvera plus bas dans la vallée sur la commune ou celles environnantes. D'ailleurs, la capacité totale de lits touristiques de la commune de Bourg-Saint-Maurice est équivalente à 44 199 lits, répartis dans 5 806 structures.
La répartition se fait comme suit :
- Arc 1600, comptant 5 000 lits et 30 commerces ;
- Arc 1800, comptant 19 400 lits et 130 commerces ;
- Arc 1950, comptant 3 900 lits et 30 commerces ;
- Arc 2000, comptant 6 500 lits et 30 commerces.

La station de Peisey-Vallandry compte 12 415 lits répartis dans 1 746 établissements touristiques. Les hébergements se répartissent comme suit : 199 meublés ; 3 résidences de tourisme ; 4 hôtels ; 4 établissement d'hôtellerie de plein air ; 5 centres ou villages de vacances/auberges de jeunesse, 5 gîtes ou refuges et 2 chambres d'hôtes.
La station de Villaroger accueille 721 lits répartis dans 131 établissements touristiques. Les hébergements se répartissent comme suit : 16 meublés et deux refuges.

## Domaine skiable et Gestion

### Domaine skiable

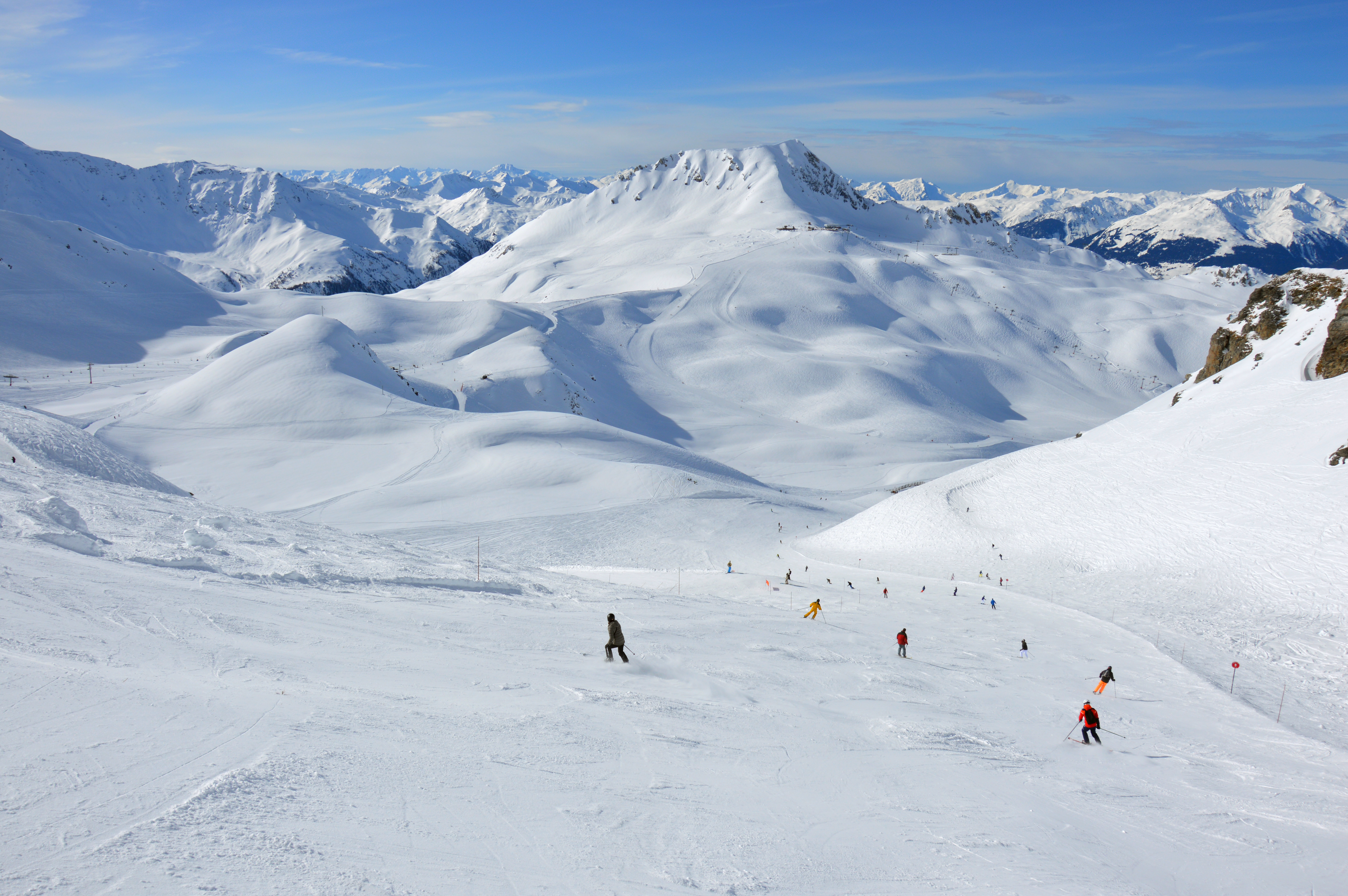
Vue de l'aiguille Grive depuis la piste des Arandelières.

Le domaine skiable est d'environ 200 km sur 107 pistes, principalement bleues et rouges. Il est composé de deux versants : d'un côté Arc 1600 et Arc 1800, et de l'autre Arc 1950 et Arc 2000.
Le domaine des Arcs s'est rapidement prolongé pour joindre celui de Peisey-Vallandry, Plan-Peisey dans un premier temps, dès la fin des années 1960, puis avec Vallandry, à partir des années 1980. À cette période, s'effectue également la liaison des 20 km de pistes de la station Villaroger, un village situé à 1 200 mètres d'altitude, le site le plus bas du domaine skiable.
Les trois domaines des Arcs, de Peisey-Vallandry et de La Plagne sont reliés par le téléphérique du Vanoise Express depuis 2003. L'ensemble des trois domaines forment le grand domaine de Paradiski avec ses 425 km de pistes.

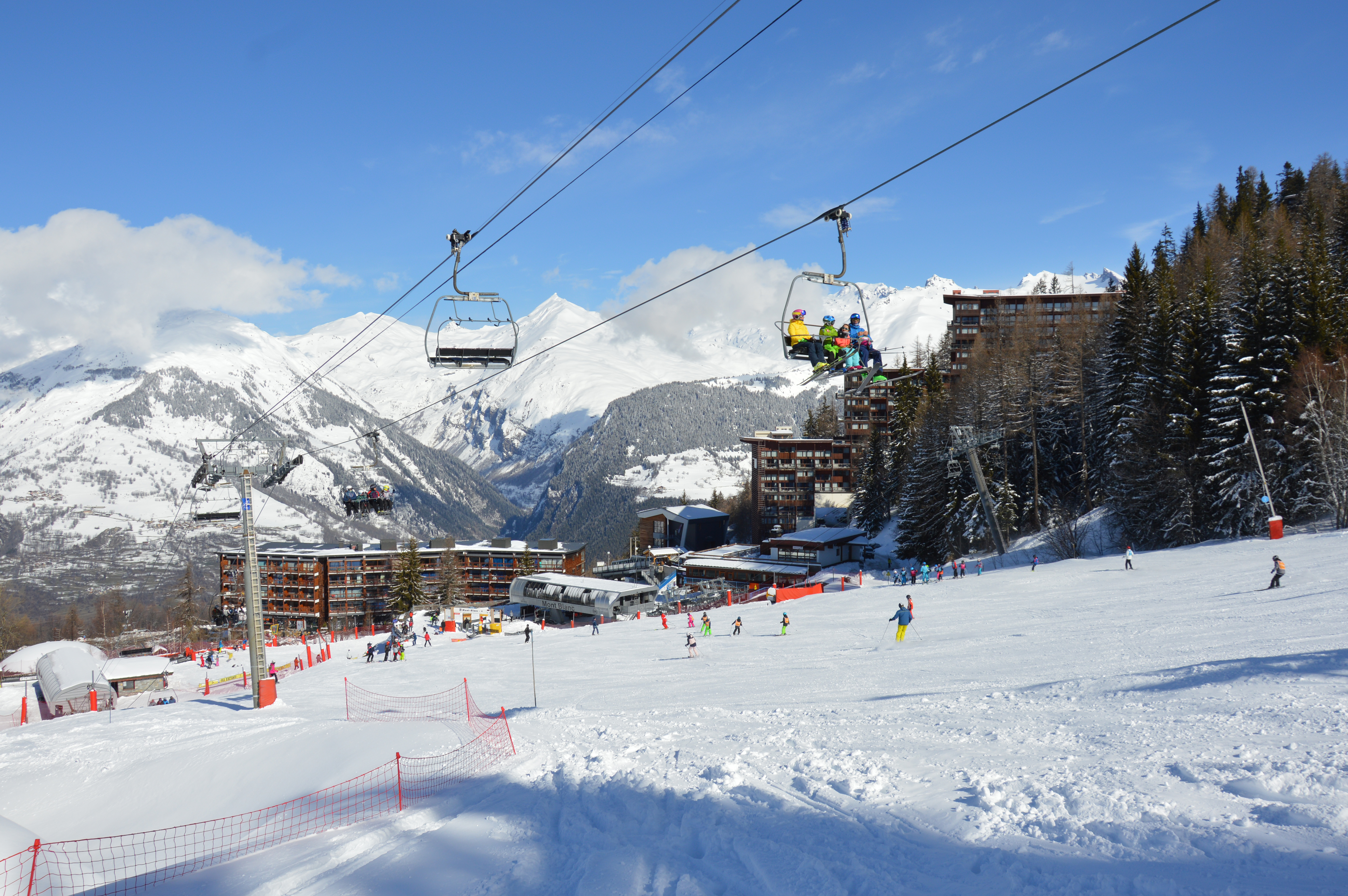
Front de neige à Arc 1600.

L'aiguille Rouge à 3 226 mètres en est le point culminant. Elle est située sur le domaine d'Arc 2000 et est accessible par le téléphérique de l'Aiguille Rouge.
Le domaine compte aussi :
- 4 stades de slalom
- 8 espaces ludiques et de « nouvelles glisses » dont :
  - Arc 1600 : 1 snowpark / 1 Big air bag / 1 waterslide (ouvert à partir de mars)
  - Arc 1800 : 1 « espace Mille8 » dédié aux plaisirs de la glisse (en journée et en soirée) avec 1 piste de luge scénarisée, 1 espace freestyle, 1 piste de découverte scénarisée, 1 espace débutants et 1 espace enfants
  - Arc 2000 : 2 boarders gliss et 1 piste de luge d'altitude "Rodéo Park" de 3,5 km
  - Peisey-Vallandry : 1 Chrono speed pour connaître et tester sa vitesse et 1 piste Mauve (piste ludique de découverte pour enfants de la faune & de la flore de montagne).

Le domaine comporte, depuis 2010, 10 pistes « NATUR » — anciennement les « itinéraires de ski sauvages » — des pistes naturelles non damées, balisées et sécurisées par les pisteurs. Elles sont considérées comme les pistes les plus difficiles des Arcs.
Le domaine skiable des Arcs propose également 68 km de pistes de ski de fond réparties sur quatre stations :
- 5 km pour Arc 2000 ;
- 5 km pour Arc 1800 ;
- 15 km pour Bourg-Saint-Maurice ;
- 43 km pour Peisey-Vallandry.

Depuis 2008, La Plagne, Les Arcs et Peisey-Vallandry font des offres « coup de poing » sur les forfaits de ski pour le samedi. Cette offre est à replacer dans le constat d'une fréquence moindre de la part des populations voisines.

### Gestion
Le domaine skiable des Arcs est géré par la Compagnie des Alpes et plus particulièrement par la société des remontées mécaniques ADS (Arcs Domaine Skiable, soit le domaine skiable Les Arcs/Peisey-Vallandry).

### Remontées mécaniques
Le domaine skiable des Arcs compte 53 remontées mécaniques réparties autour des différents villages.
Deux d'entre elles relient Les Arcs aux communes avoisinantes :
- le funiculaire Les Arcs' Express, anciennement appelé « Arc en Ciel », permet l'accès à la station basse d'Arc 1600 depuis la ville de Bourg-Saint-Maurice, située dans la vallée, en moins de 7 minutes.
- le « Vanoise Express », un des plus grands téléphériques du monde. Il permet de relier le domaine skiable des Arcs à celui de La Plagne, station de sports d'hiver voisine, en traversant la vallée du Ponturin pour former le domaine géant Paradiski[10].

Les autres remontées se décomposent en un petit téléphérique « va-et-vient » (Cabriolet, reliant Arc 1950 et Arc 2000), 1 téléphérique (pour accéder au sommet de l'aiguille Rouge), 6 télécabines, 14 télésièges débrayables de différences capacités, 12 télésièges à pinces fixes, 9 téléskis et 9 tapis roulants.

#### En été
Les principales remontées de la station sont également ouvertes durant la saison estivale, pour transporter les piétons et les cyclistes. C'est par exemple le cas des télécabines Cabriolet ou Transarc, et du télésiège Arcabulle qui permet d'accrocher des vélos aux sièges. L'accès à l'Aiguille Rouge, conditionné par l'emprunt de la télécabine Varet et du téléphérique Aiguille Rouge, n'est possible que trois jours par semaine et uniquement pour les piétons.
L'accès à ces remontées est aussi payant en été. Dans tous les cas, le retour (la redescente à bord de la même remontée) est gratuit.
| La télécabine Varet ouverte en été |
| La télécabine du Transarc en été   |

#### Arc 1600

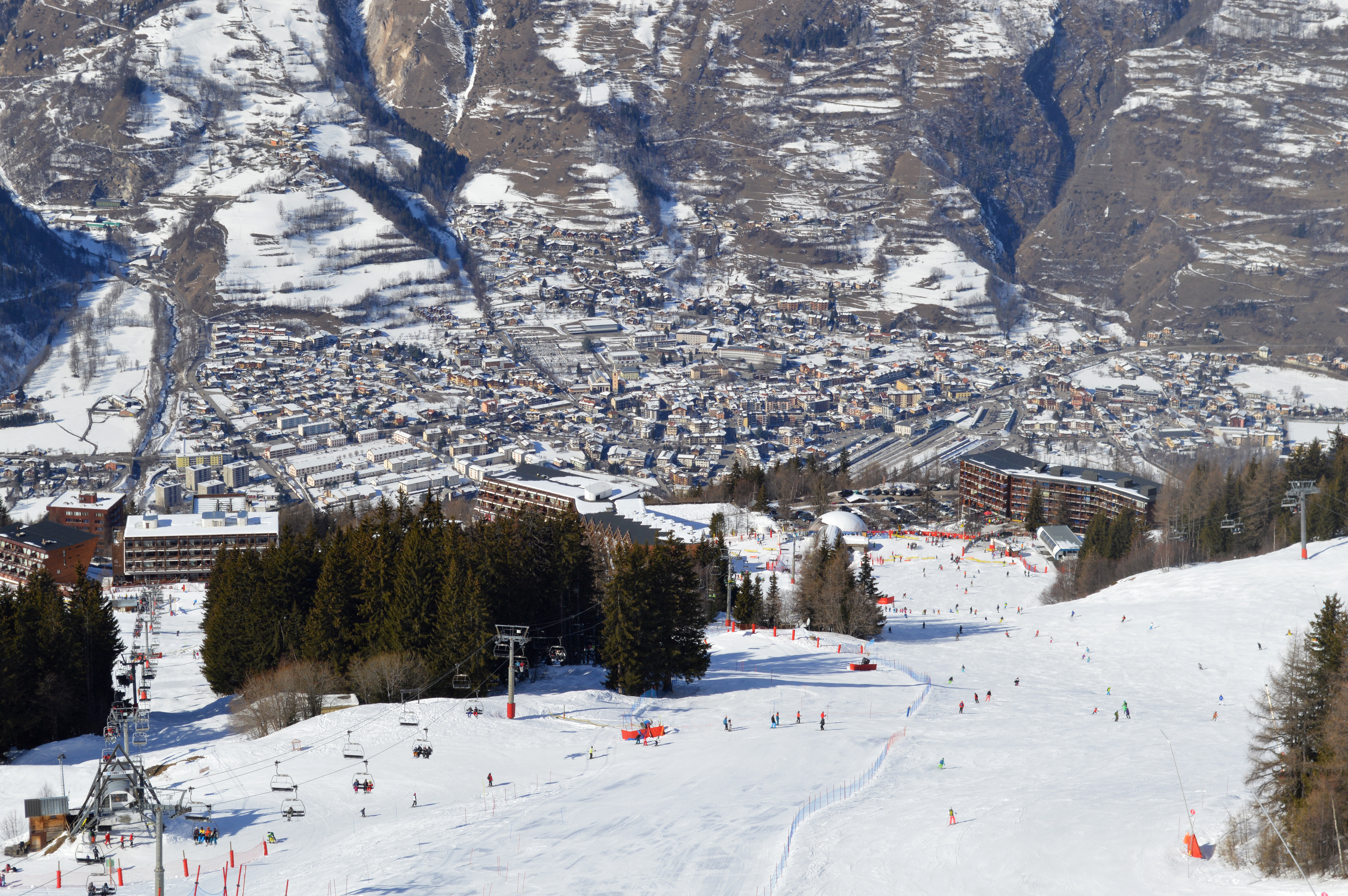
Arc 1600 depuis les pistes.

Arc 1600 (Pierre Blanche) ouverte en 1962 à la suite de la construction des téléskis du Biolley et des Têtes,. Elle est aujourd'hui reliée à Bourg-Saint-Maurice dans la vallée via le funiculaire Les Arcs express (anciennement Arc-en-Ciel) en 7 minutes.
Depuis 2011, les télésièges débrayables Mont-Blanc et Cachette assurent la répartition des skieurs sur le domaine skiable depuis le front de neige. Les remontées mécaniques desservent un snow park, et des pistes noires. Il existe également un télésiège fixe et un téléski à enrouleurs destinés aux débutants.
Il est possible ensuite d'atteindre Arc 2000 et Villaroger via le télésiège débrayable de l'Arpette, Arc 1800 via les pistes, ainsi que Peisey-Vallandry et la Plagne par les remontées mécaniques du secteur d'Arc 1800.

#### Arc 1800

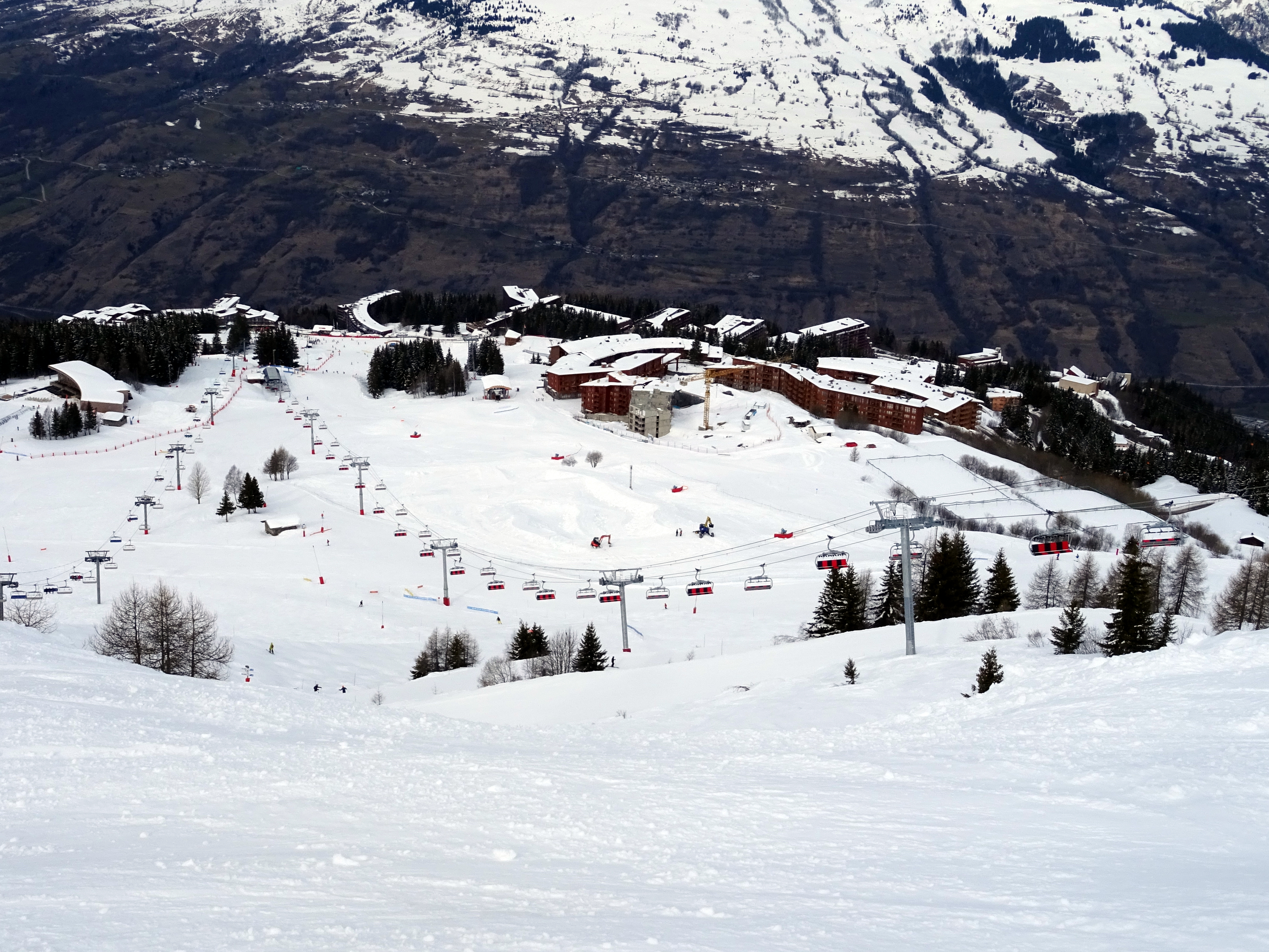
Vue d'ensemble d'Arc 1800 depuis les pistes.

Arc 1800 est la station majeure du domaine skiable des Arcs. Constituée de quatre quartiers majeurs : le Charvet, le Chantel, les Villards et le Charmettoger, elle compte plus de 20 000 lits et est le point de départ de nombreuses remontées mécaniques.
Il est donc très facile ensuite d'atteindre Arc 2000 et Villaroger via le Télésiège débrayable du Carreley, Arc 1800 via les pistes, ainsi que Peisey-Vallandry et la Plagne à partir des télésièges Arcabulle, Vagère, Villards, Charmettoger ou même la télécabine du Transarc.

## Manifestations et arts

### Festivals
Deux festivals se déroulent chaque année aux Arcs :
- En hiver, le Festival de Cinéma Européen des Arcs qui a lieu au début du mois de décembre durant la première semaine d'ouverture de la saison, depuis 2009.
- En été, le Festival de Musique Classique des Arcs qui se tient traditionnellement au mois de juillet[M 4]. Sur la même période, l'Académie du Festival réunit chaque année, depuis 1973, plus de 150 jeunes talents.

### Les Arcs au cinéma
Le film Apocalypse Snow est tourné en 1983 sur le domaine des Arcs.
Les pistes et paysages du domaine Paradiski ont servi de décor au film Snow Therapy, de Ruben Östlund, sorti en janvier 2015. Les habitants des différents villages ont également joué dans certaines scènes.

### Sports
Cyclisme
Une étape du Tour de France 1996 fut organisée aux Arcs. Luc Leblanc remportait cette étape devant Tony Rominger mais on retient surtout que Miguel Indurain, quintuple vainqueur du Tour de France fut lâché dans cette montée finale. La montée des Arcs 1800 sera ensuite franchie sur la 9e étape du tour de l'Avenir 2018, classée en première catégorie.
Sports d'hiver
Depuis 2019, la station des Arcs accueille le festival Launchpad des Arcs qui réunit tous les meilleurs compétiteurs de ski freestyle et snowboardeurs en Big Air, et notamment Tess Ledeux et Antoine Adelisse. L'événement, sur deux journées (entraînements et qualifications puis finales), fait partie intégrante de la Coupe d'Europe de Big Air.